# Raon-l’Étape
Raon-l’Étape település Franciaországban, Vosges megyében. Lakosainak száma 6011 fő (2022. január 1.). Raon-l’Étape Bertrichamps, Étival-Clairefontaine, Neufmaisons, Thiaville-sur-Meurthe, Celles-sur-Plaine, Moyenmoutier és Sainte-Barbe községekkel határos.

## Népesség
A település népessége az elmúlt években az alábbi módon változott:
| Lakosok száma | 6422 | 6420 | 6597 | 6388 | 6297 | 6205 | 6113 | 6061 | 6011 |
|               | 2013 | 2015 | 2016 | 2017 | 2018 | 2019 | 2020 | 2021 | 2022 |